# Delphinium bicornutum
Delphinium bicornutum är en ranunkelväxtart. Delphinium bicornutum ingår i släktet storriddarsporrar, och familjen ranunkelväxter.

## Underarter
Arten delas in i följande underarter:
- D. b. bicornutum
- D. b. oaxacanum